# Амагалантуй
Амагаланту́й (бур. Амгаланта) — улус в Бичурском районе Бурятии. Входит в сельское поселение «Шанагинское».

## География
Улус расположен на речке Амагалантуй (бур. Амгаланта — «спокойная», правый приток Хилка) в 6 км от места её впадения в Хилок, в 9 км к западу от центра сельского поселения — улуса Шанага. Через Амагалантуй проходит автодорога районного значения Дабатуй — Хонхолой (ответвление на восток от региональной автодороги Р441 Мухоршибирь — Бичура — Кяхта). Расстояние до районного центра, села Бичура — 54 км.

## История
В 1828 году построен Хохюртайский дацан. До 1930-х годов являлся религиозным центром хилокских бурят.

## Население
| 2002 | 2010 |
| ---- | ---- |
| 49   | ↘45  |

## Известные люди
Амагалантуй — родина бурятского композитора Юрия Ирдынеева.